# Zamacra diaphanaria
Zamacra diaphanaria là một loài bướm đêm trong họ Geometridae.